# Fanny Moser
Fanny Moser (ur. 27 maja 1872 w Badenweiler, zm. 24 lutego 1953 w Zurychu) – szwajcarska zoolog i parapsycholog, pacjentka Sigmunda Freuda znana jako pani Emmy von N.; jej historia przypadku - jako jedna z kilku - została opublikowana przez Josefa Breuera i Sigmunda Freuda pt. Studien über Hysterie.
W 1902 ukończyła studia na Uniwersytecie we Fryburgu i podjęła pracę w stacji badawczej biologii morza w Neapolu. Jako otwarta, lecz nastawiona sceptycznie i krytycznie przyrodoznawczymi w 1913 wzięła udział w prywatnym seansie spirytystycznym w Berlinie, gdzie – jak sama powiada – była świadkiem lewitacji stolika. Ponieważ pomieszczenie, w jakim odbywał się seans, było dobrze oświetlone, uznała, że ma do czynienia z realnym zjawiskiem; w rezultacie do końca życia oddała się badaniom nad zjawiskami parapsychologicznymi.
Moser zgromadziła obszerną bibliotekę parapsychologiczną, dużą część majątku prywatnego ofiarowała Institut für Grenzgebiete der Psychologie und Psychohygiene (IGPP) we Freiburgu, przy którym utworzono fundację jej imienia.

## Prace
- Siphonophoren in neuer Darstellung (1921), publikacja nagrodzona przez Preußische Akademie der Wissenschaft.
- Der Okkultismus - Täuschungen und Tatsachen (1935)
- Spuk - Irrglaube oder Wahrglaube? (1950) (z przedmową Carla Gustava Junga